# Pilophorus nevadensis
Pilophorus nevadensis är en insektsart som beskrevs av Knight 1968. Pilophorus nevadensis ingår i släktet Pilophorus och familjen ängsskinnbaggar. Inga underarter finns listade i Catalogue of Life.